# Ataa
Ataa era un insediamento nella regione della Baia di Disko, nella Groenlandia occidentale. Si trovava sulla costa orientale dell'Isola di Alluttoq, a circa 60 km a nord di Ilulissat e a 30 km a sud-est di Qeqertaq.

## Storia
L'insediamento fu abbandonato intorno al 1960. Fece da sfondo al film danese del 1997 Il senso di Smilla per la neve, un adattamento del romanzo di Peter Høeg del 1992, Il senso di Smilla per la neve.